# 伊夫尼亚区

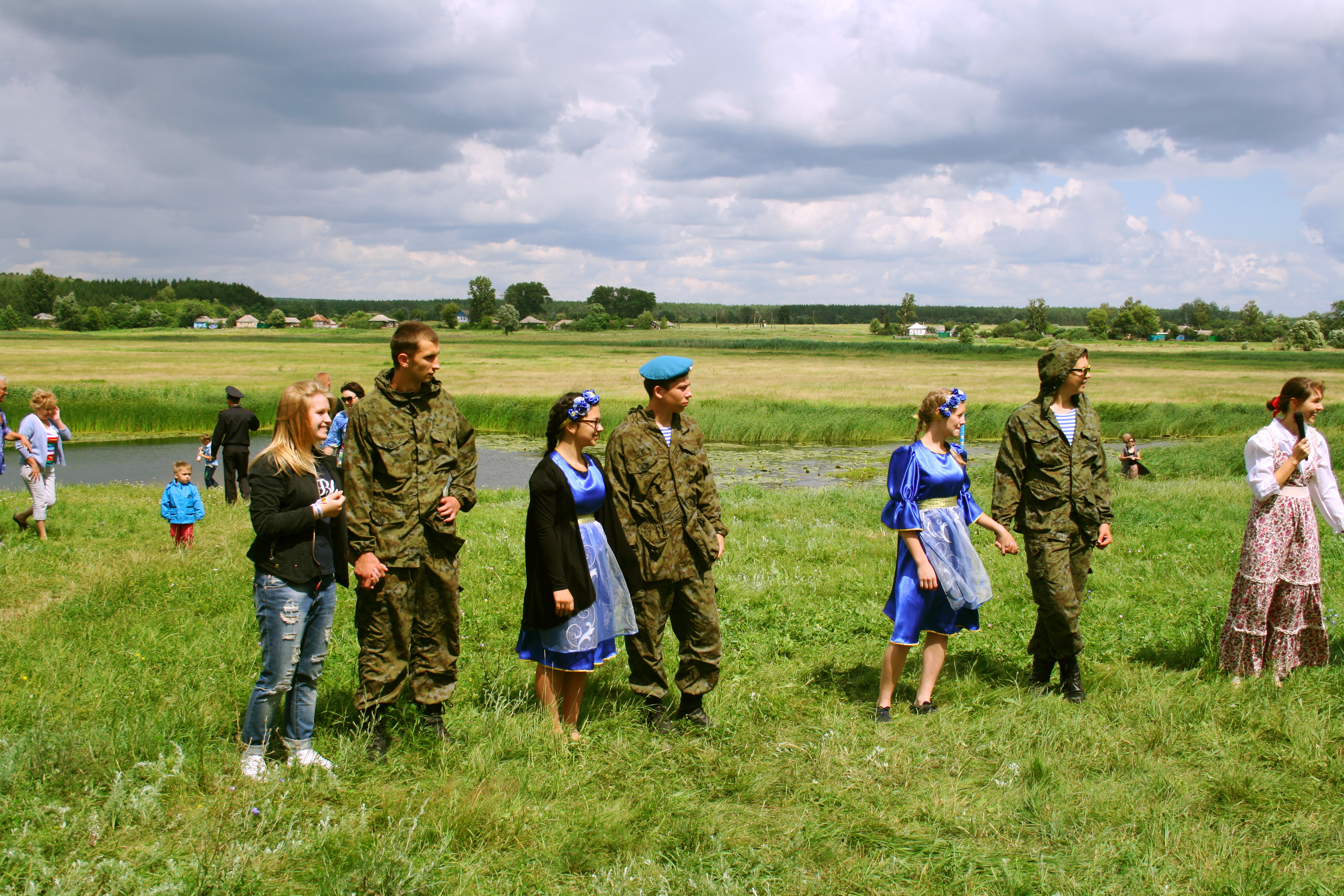

伊夫尼亚区（俄语：Ивнянский район）是俄罗斯联邦别尔哥罗德州下辖的一个区，其行政中心为伊夫尼亚。面積871.1平方公里，2010年人口23,570。